# Alexander Auler
Alexander Auler (* 1993 in Gütersloh) ist ein deutscher Schauspieler und Musicaldarsteller.

## Karriere
Bereits in jungen Jahren erhielt er Trompetenunterricht und spielte in Big Bands und Symphonieorchestern.
Erste Bühnenerfahrungen sammelte er in diversen Produktionen der English Drama Group an seinem Gymnasium. Während des Studiums sang er bei verschiedenen Galas und war 2017 Finalist beim Bundeswettbewerb Gesang.
Außerdem war er als Tybalt und Romeo in Lieber Tod/t sowie als Stefan Berger in Welcome to hell an der Neuköllner Oper zu sehen, verkörperte die Rolle des Nathanael im Workshop zu dem neuen Stück Der Sandmann – Ein Horrormusical und stand regelmäßig als Chorsänger bei Disneys Der Glöckner von Notre Dame im Stage Apollo Theater in Stuttgart auf der Bühne. Bevor er im Sommer 2019 sein Studium an der Universität der Künste in Berlin abschloss, war er als Artie Green in Sunset Boulevard bei den Vereinigten Bühnen Bozen zu sehen. Von 2019 bis 2022 war er als Munkustrap bei Cats im Wiener Ronacher zu sehen. Im Juli 2022 spielte er Danny Zuko in der Amstettener Produktion von Grease, bevor er im Theater der Jugend in Wien im Musical Honk! zu sehen war.
Im Jahr 2023 spielt er in der Weltpremiere des Musicals SCHOLL – Die Knospe der Weißen Rose am Stadttheater Fürth die Rolle des Hans Scholl und ist Solist in der Produktion Musicalstars in Nürnberg im Serenadenhof Nürnberg.

## Rollen (Auswahl)
- 2018: Stefan Berger in Welcome to hell (Berlin)
- 2018: Chor in Der Glöckner von Notre Dame (Stuttgart)
- 2019: Artie Green in Sunset Boulevard (Bozen)
- 2019–2022: Munkustrap in Cats (Wien)
- 2022: Danny in Grease (Amstetten)
- 2022: Drake/Greyfoot in HONK! (Wien)
- 2023: Hans Scholl in SCHOLL – Die Knospe der Weißen Rose (Fürth)
- 2023: Nick Massi in Jersey Boys (Amstetten)
- 2024: Lord Capulet in Romeo & Julia – Das Musical (Berlin)
- 2024: Mutter-Brause-Solist in Ku’damm 56 – Das Musical (Berlin)
- 2024: Hans Liebknecht in Ku’damm 59 – Das Musical (Berlin)

## Diskographie
- 2021: CATS – das Musical Wien als Munkustrap
- 2023: SCHOLL – Die Knospe der Weißen Rose als Hans Scholl[5]